# بوب فيرغسون (لاعب كرة قاعدة)
بوب فيرغسون (بالإنجليزية: Bob Ferguson)‏ هو لاعب كرة قاعدة أمريكي، ولد في 31 يناير 1845 في بروكلين في الولايات المتحدة، وتوفي بنفس المكان في 3 مايو 1894.

## وصلات خارجية
- بوب فيرغسون على موقعبيزبول رفرنس.كوم (الدوري الرئيسي) (الإنجليزية)
- بوب فيرغسون على موقعبيزبول رفرنس.كوم (الدوري الثانوي) (الإنجليزية)
- بوب فيرغسون على موقع مشجعي الرسوم البيانية (الإنجليزية)